# Jean-Luc Deganis
Jean-Luc Deganis, né le 10 mars 1959 à Moyeuvre-Grande (Moselle), est un joueur de basket-ball professionnel français. Il mesure 2,04 m et joue au poste d'intérieur.

## Clubs
- 1977 - 1979 :  Racing CF (Nationale 1)
- 1979 - 1983 :  Limoges (Nationale 1)
- 1983 - 1986 :  Stade français (Nationale 1)
- 1986 - 1987 :  Saint-Étienne (Nationale 1)
- 1987 - 1991 :  Pau Orthez (Nationale 1A)
- 1991 - 1994 :  Dijon (Nationale 1A)

## Palmarès
- Champion de France : 1983
- Vainqueur du Tournoi des As : 1991
- Coupe de la Fédération : 1982, 1983
- Vainqueur de la Coupe Korać : 1982, 1983

## Équipe nationale
- Ancien international français
- Première sélection le 26 décembre 1980 à Paris contre la Finlande
- Dernière sélection  le 12 septembre 1987 à Morges (Suisse) contre le Danemark